# Nicola Massaro
Nicola Massaro (Napoli, XVII secolo – Napoli, 1704) è stato un pittore italiano del periodo barocco.

## Biografia
Nicola Massaro, del quale non ci è dato di sapere la data di nascita, ma soltanto la notizia che nel 1686 compare tra la corporazione dei pittori napoletani, fu allievo di Salvator Rosa e ne continuò lo stile; fu molto amato a Napoli e tenuto in considerazione da Paolo De Matteis. Il suo primo maestro fu Marzio Masturzo che lo segnalò a Salvator Rosa:
Fu anche quadraturista e stuccatore, e in questa veste collaborò col De Matteis, anche se la sua specialità rimase quella di pitture di paesaggi, in perfetto stile rosianoː le sue opere risentirono dello stile del maestro anche se, come ci dice sempre Bernardo De Dominici - l'unico estensore delle poche notizie biografiche, su questo poco noto pittore:
Fra questi i suoi allievi, Antonio Di Simone, ma soprattutto di Gaetano Martoriello, che proseguì il suo stile ma lo superò, in celebrità e disegno.
Morì nel 1704 di apoplessia.